# Manettia breteleri
Manettia breteleri är en måreväxtart som beskrevs av Julian Alfred Steyermark. Manettia breteleri ingår i släktet Manettia och familjen måreväxter. Inga underarter finns listade i Catalogue of Life.